# Erik Mobärg
Erik Olof Milton Mobärg (ur. 22 czerwca 1997 w Undersåker) – szwedzki narciarz dowolny, specjalizujący się w skicrossie, dwukrotny brązowy medalista mistrzostw świata.

## Kariera
Po raz pierwszy na arenie międzynarodowej pojawił się 11 stycznia 2014 roku w Hovfjället, gdzie w zawodach FIS Race zajął 38. miejsce w skicrossie. W 2017 roku zdobył brązowy medal w tej konkurencji na mistrzostwach świata juniorów w Chiesa in Valmalenco.
W Pucharze Świata zadebiutował 14 lutego 2015 roku w Åre, gdzie zajął 46. miejsce. Pierwsze punkty zdobył 11 lutego 2017 roku w Idre, zajmując szóste miejsce. W 2021 roku wywalczył brązowy medal na mistrzostwach świata w Idre. W zawodach tych wyprzedzili go tylko Alex Fiva ze Szwajcarii i Francuz François Place. W 2018 roku brał udział w igrzyskach olimpijskich w Pjongczangu, zajmując 26. miejsce.

## Osiągnięcia

### Igrzyska olimpijskie
| Miejsce | Dzień     | Rok  | Miejscowość | Konkurencja | Zwycięzca   |
| ------- | --------- | ---- | ----------- | ----------- | ----------- |
| 26.     | 21 lutego | 2018 | Pjongczang  | Skicross    | Brady Leman |
| 4.      | 18 lutego | 2022 | Pekin       | Skicross    | Ryan Regez  |

### Mistrzostwa świata
| Miejsce | Dzień     | Rok  | Miejscowość   | Konkurencja        | Zwycięzca             |
| ------- | --------- | ---- | ------------- | ------------------ | --------------------- |
| 29.     | 18 marca  | 2017 | Sierra Nevada | Skicross           | Victor Öhling Norberg |
| 3.      | 13 lutego | 2021 | Idre Fjäll    | Skicross           | Alex Fiva             |
| 3.      | 26 lutego | 2023 | Bakuriani     | Skicross           | Simone Deromedis      |
| 13.     | 21 marca  | 2025 | Engadyna      | Skicross           | Ryan Regez            |
| 12.     | 22 marca  | 2025 | Engadyna      | Skicross drużynowy | Szwajcaria            |

### Puchar Świata

#### Miejsca w klasyfikacji generalnej
- sezon 2016/2017: 194.
- sezon 2017/2018: 111.
- sezon 2018/2019: –
- sezon 2019/2020: 181.

Od sezonu 2020/2021 klasyfikacja skicrossu zastąpiła klasyfikację generalną.
- sezon 2020/2021: –
- sezon 2021/2022: 9.
- sezon 2022/2023: 15.
- sezon 2023/2024: 5.
- sezon 2024/2025: 12.

#### Miejsca na podium w zawodach
1. Idre Fjäll – 21 stycznia 2023 (skicross) – 3. miejsce
2. Idre Fjäll – 22 stycznia 2023 (skicross) – 2. miejsce
3. Alleghe – 2 lutego 2024 (skicross) – 1. miejsce
4. Reiteralm – 24 lutego 2024 (skicross) – 1. miejsce
5. Idre Fjäll – 23 marca 2024 (skicross) – 3. miejsce
6. Gudauri – 28 lutego 2025 (skicross) – 3. miejsce
7. Idre Fjäll – 29 marca 2025 (skicross) – 3. miejsce